# Колесниченко, Владимир
Влади́мир Колесниче́нко (латыш. Vladimirs Koļesņičenko; 4 мая 1980, Рига, Латвийская ССР) — латвийский футбольный деятель. Президент клуба ФК «Сконто» (с февраля 2012). В прошлом — футболист, полузащитник клуба «Сконто» и национальной сборной.

## Карьера
Выступал за клубы «Сконто», «Москва», «Вентспилс», «Интер». За сборную Латвии провёл 47 матчей и забил 5 голов.
Летом 2011 года объявил о завершении карьеры.

## Достижения
Девятикратный чемпион Латвии: 1997, 1998, 1999, 2000, 2001, 2002, 2003, 2006, 2007.

## Личная жизнь
Женат, есть дети.